# 杨雍哲
杨雍哲（1931年—），男，河南鲁山人，中华人民共和国政治人物，曾任国务院扶贫开发领导小组副组长、办公室主任，国务院研究室副主任，第九届全国人大代表。